# Cap Brun

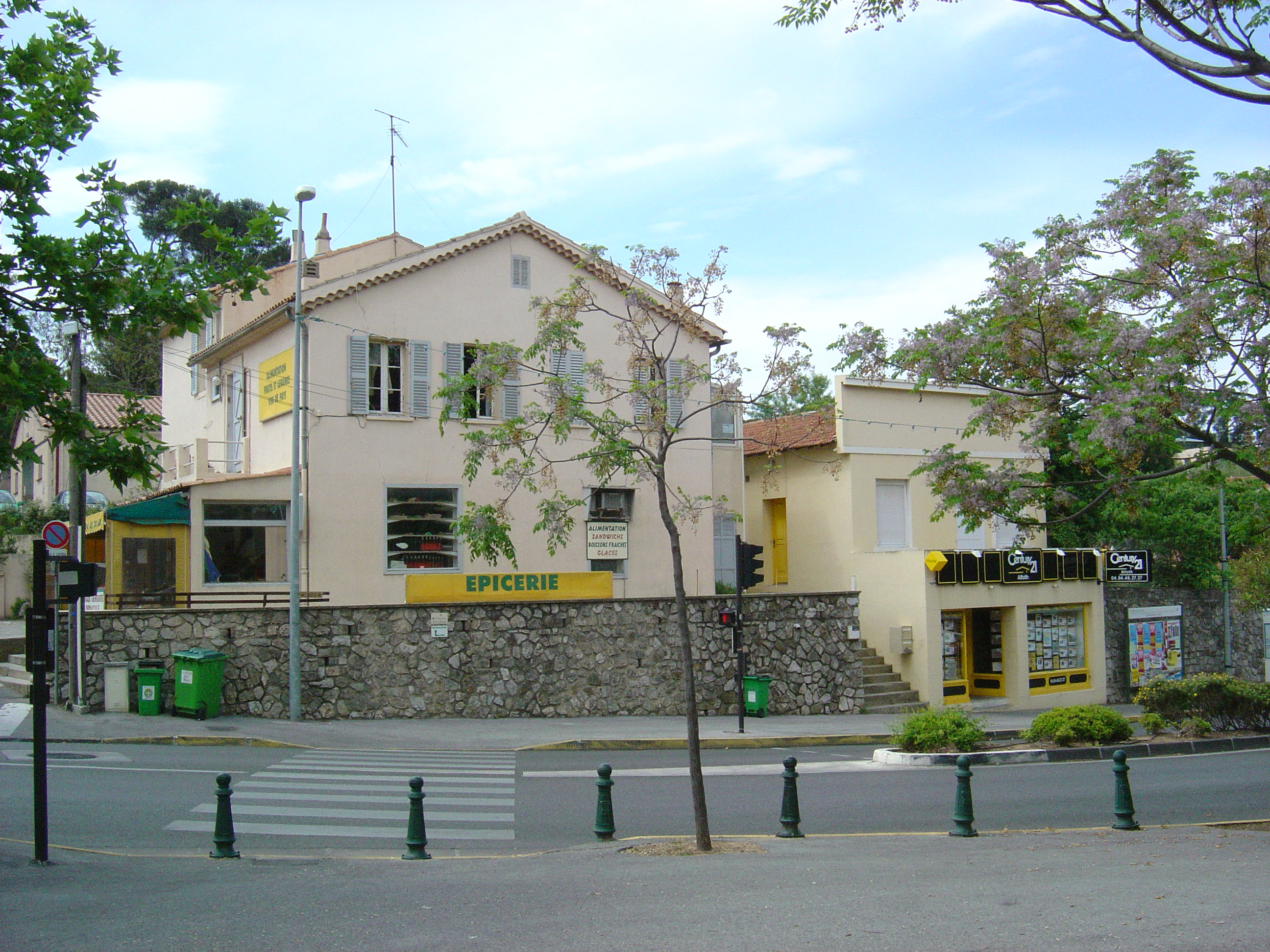
Quartier du Cap Brun place du général Baratier

Le cap Brun désigne deux lieux différents. Tout d'abord c'est une petite presqu'île rocheuse située au nord de la rade de Toulon, à l'est de la ville. Ensuite par extension le Cap Brun désigne un quartier qui s'étale à l'ubac du mont de la batterie surmontant le cap. Le centre est situé à 1 km à vol d'oiseau du cap proprement dit et à plus de 2 km par la route. Sur sa hauteur appartenant à la Provence cristalline a été construit au XIXe siècle un fort. L'urbanisation de Toulon vers l'est au cours du XXe siècle a donné naissance à un nouveau quartier, le Cap Brun, à l'est du quartier du Mourillon. Les prix de l'immobilier sont parmi les plus chers de la ville.

## Histoire
L’étymologie viendrait du provençal "Cabro" (chèvre) transcrit en français de manière erronée, pour donner "cap brun".
Le quartier du Cap-Brun est une zone principalement résidentielle et cotée de la ville de Toulon.

## Géographie et géologie
Au sud, la côte rocheuse principalement constituée de falaises offre une vue sur l'ensemble de la grande rade de Toulon. Situé en Provence cristalline au sud de la dépression permienne, le Cap Brun est constitué de phyllades affleurant dans les terrains du Permien et du Trias.

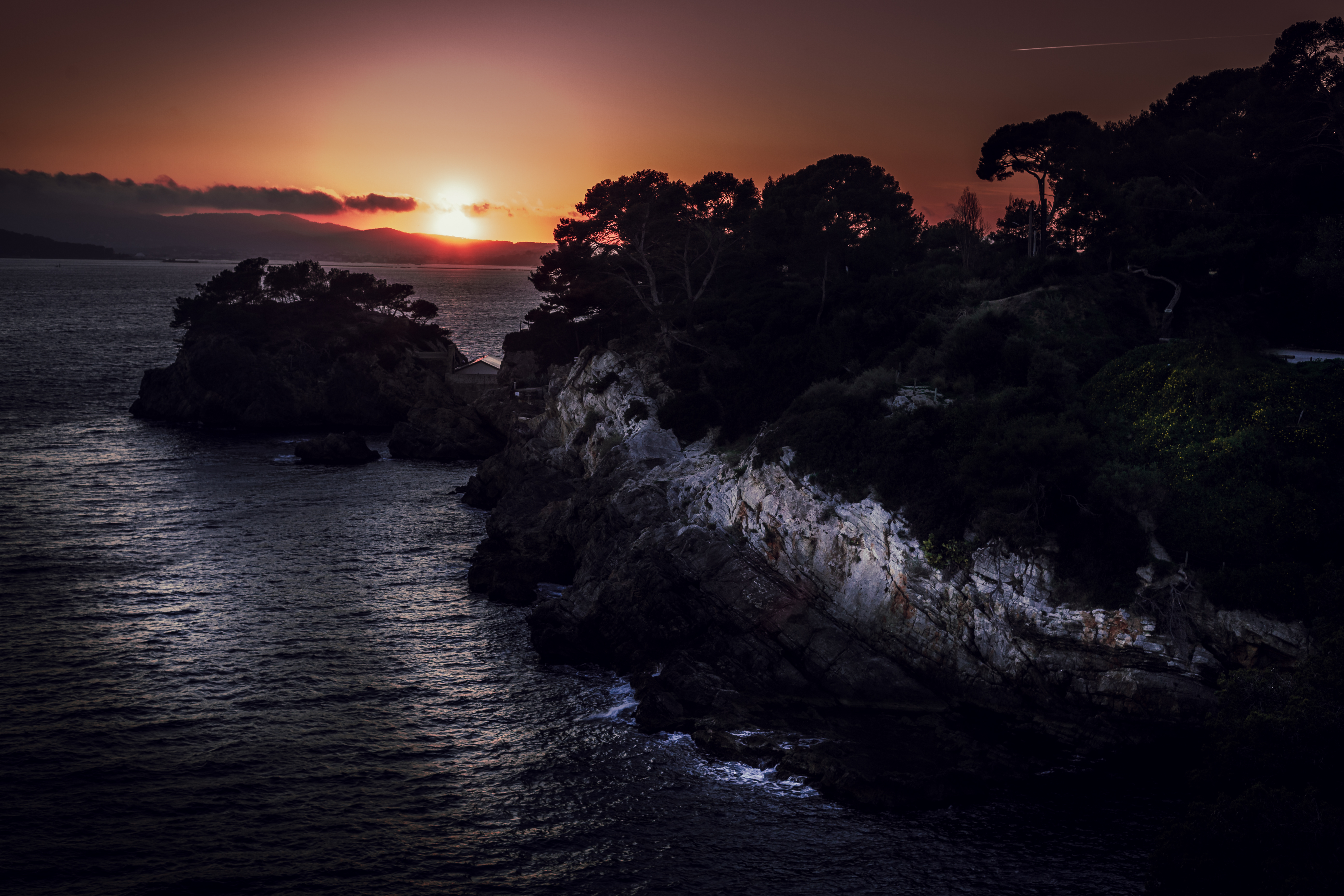
Batterie Basse
par Kevin Pinon

## Sites remarquables
- Le fort du Cap Brun construit entre 1845 et 1859 est l'un des éléments du système défensif de la place de Toulon.
- Fortin corps de garde crénelé n°1, reconverti en centre de loisir de la marine nationale, situé chemin de la batterie basse. Bunker de types R670 en contrebas, construit durant la seconde guerre mondiale par les Allemands et rattaché au mur de la Méditerranée.
- Notre-Dame-du-Cap-Falcon est inaugurée le 17 septembre 2007 après restauration. Cette chapelle perchée sur un promontoire fait face à la mer au-dessus de l'anse Méjean ; on peut y voir la vierge blanche du cap Falcon, ainsi qu'un mémorial où sont rassemblées 45 urnes contenant chacune une poignée de terre d'un cimetière d'Afrique du Nord où reposent des pieds-noirs.
- La résidence du cap brun, bastide surplombant la mer, où d'illustres personnalités ont séjourné (André Gide, Jean Cocteau, le Général de Gaulle y écrivit une partie de ses mémoires, Louis Aragon.
- Chapelle Sainte-Agathe.
- L'anse de port Méjean.

### Galerie d'images

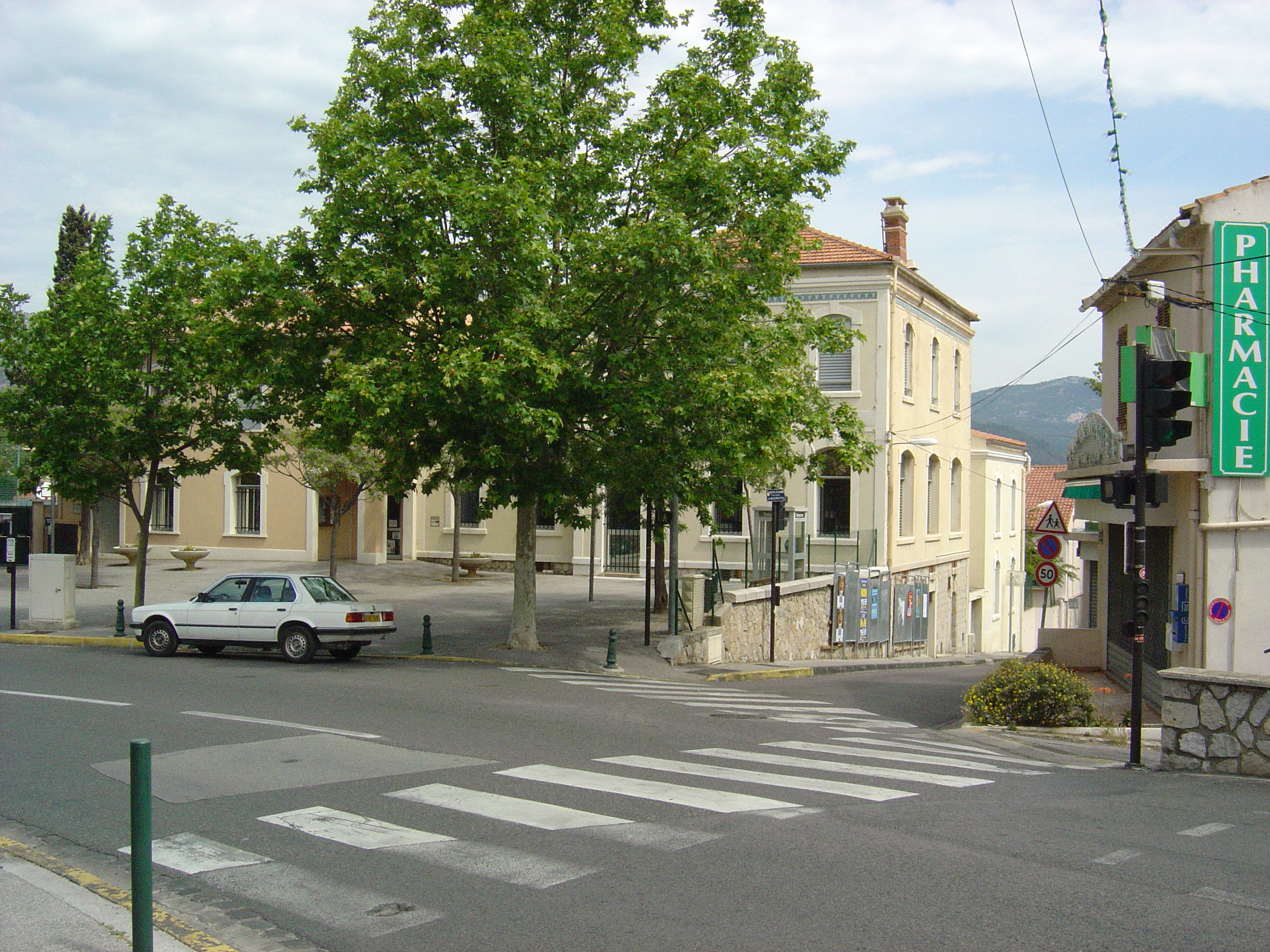
L'école du Cap Brun.
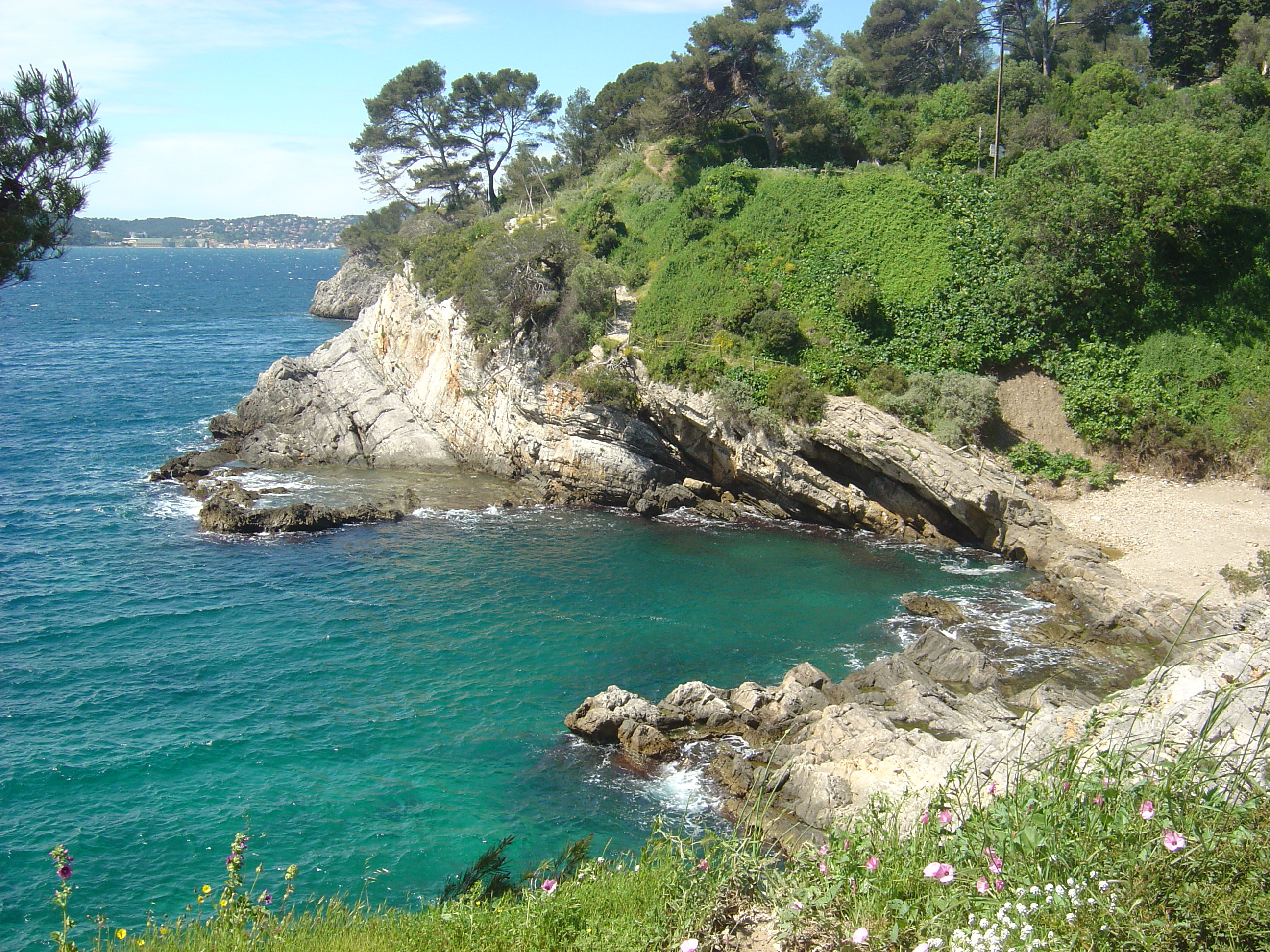
L'anse du Fer à Cheval
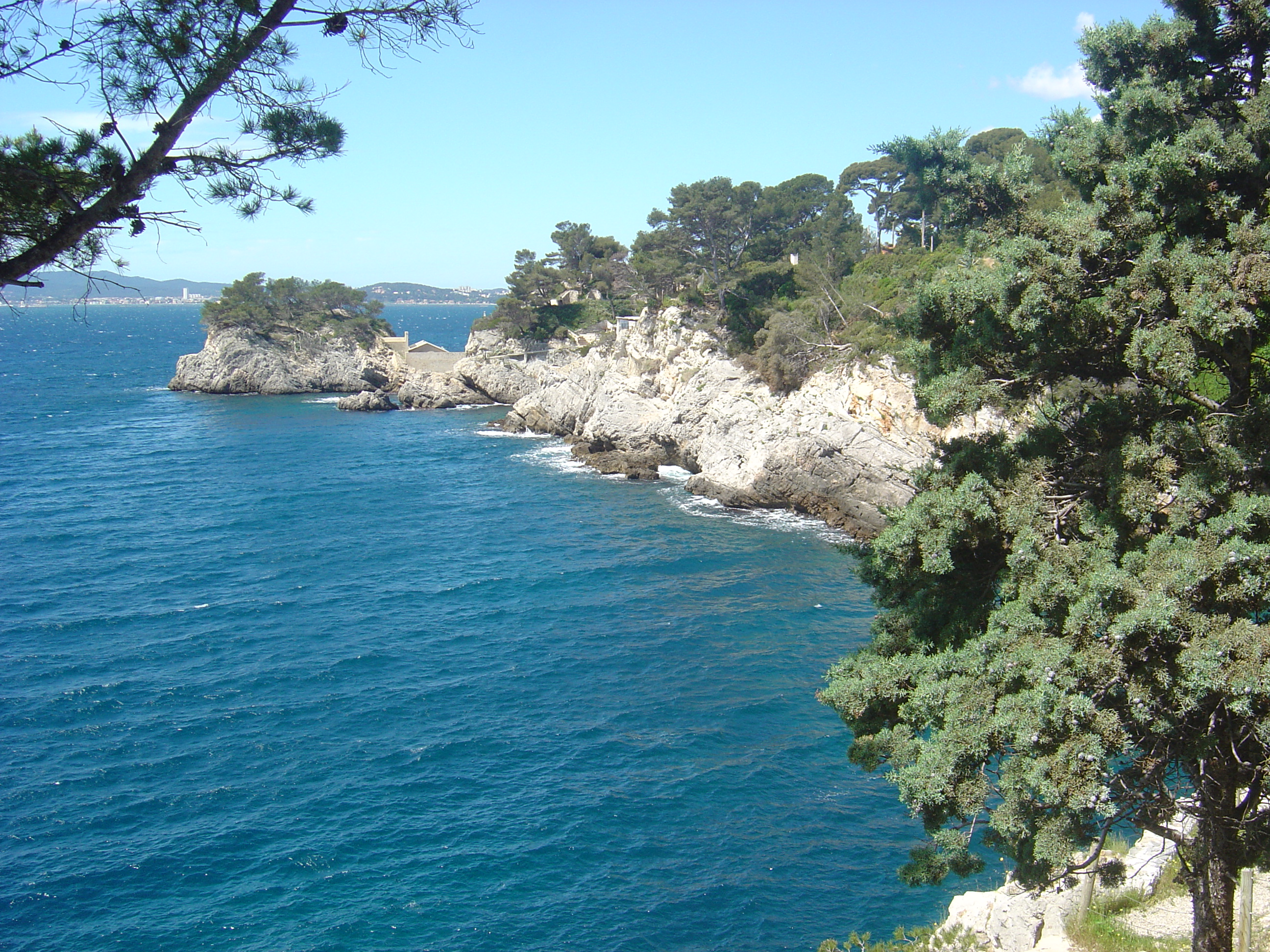
L'anse Méjean
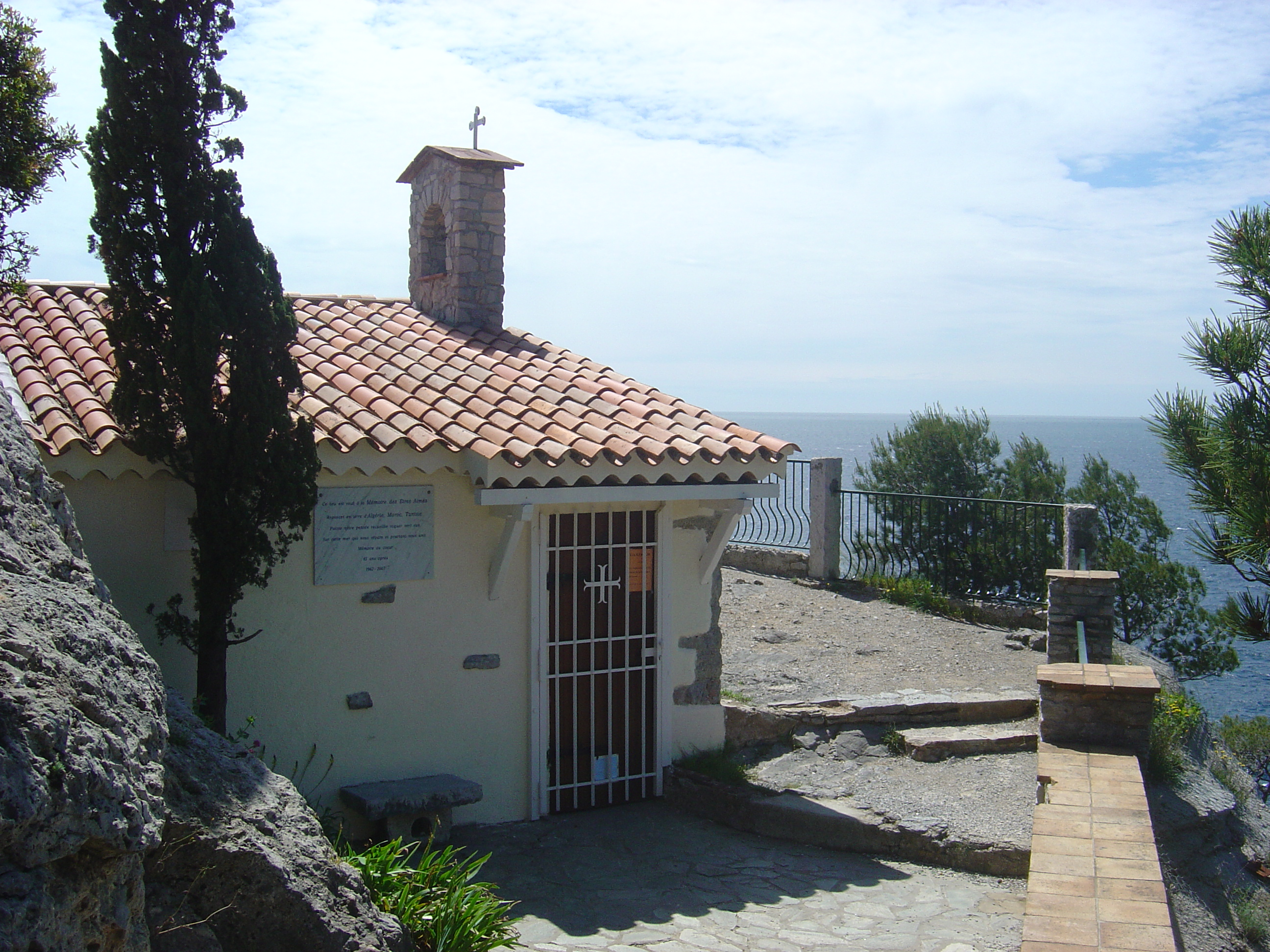
Chapelle Notre-Dame-du-Cap-Falcon.
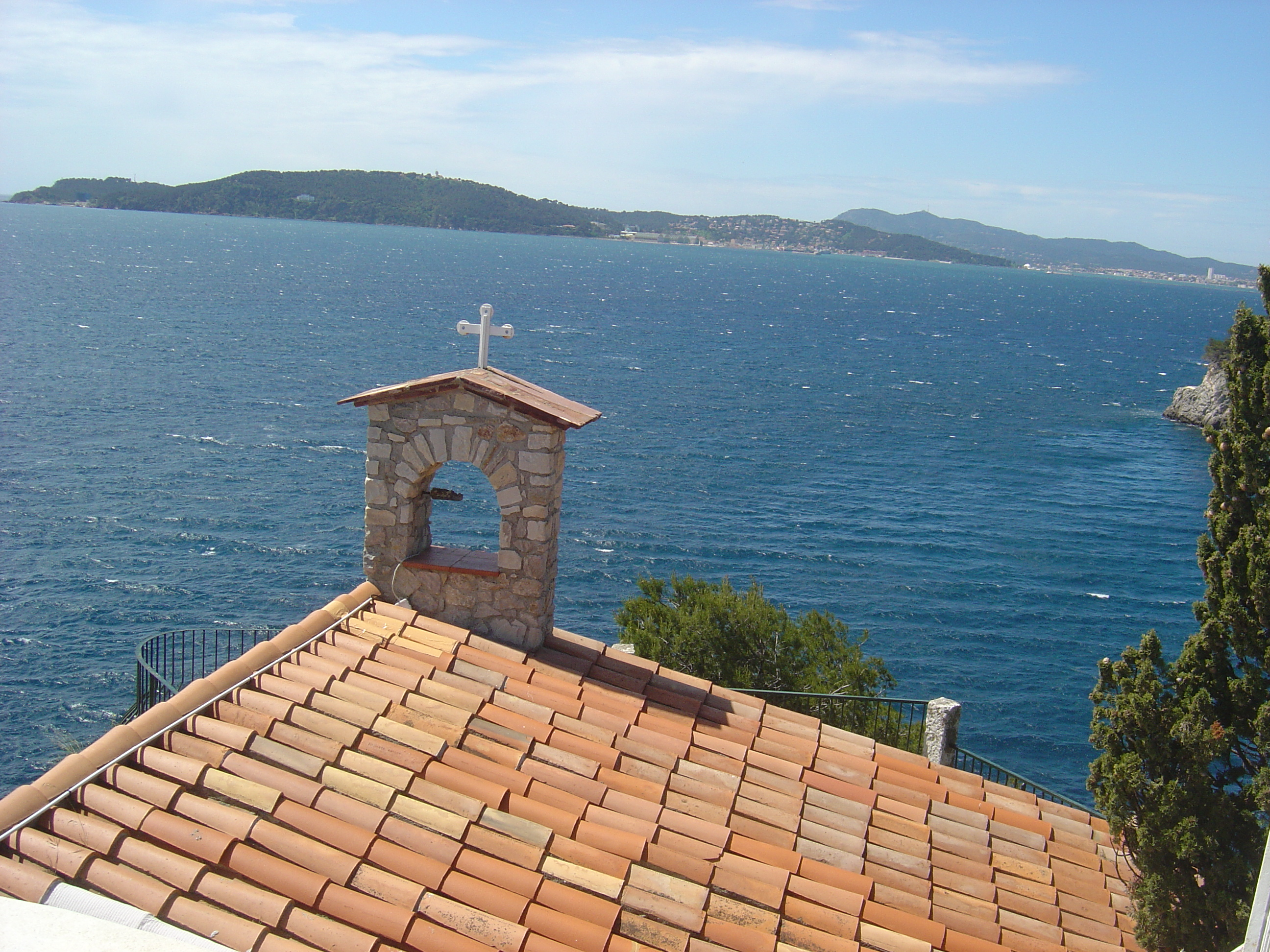
La chapelle Notre-Dame-du-Cap-Falcon vue sous un autre angle.
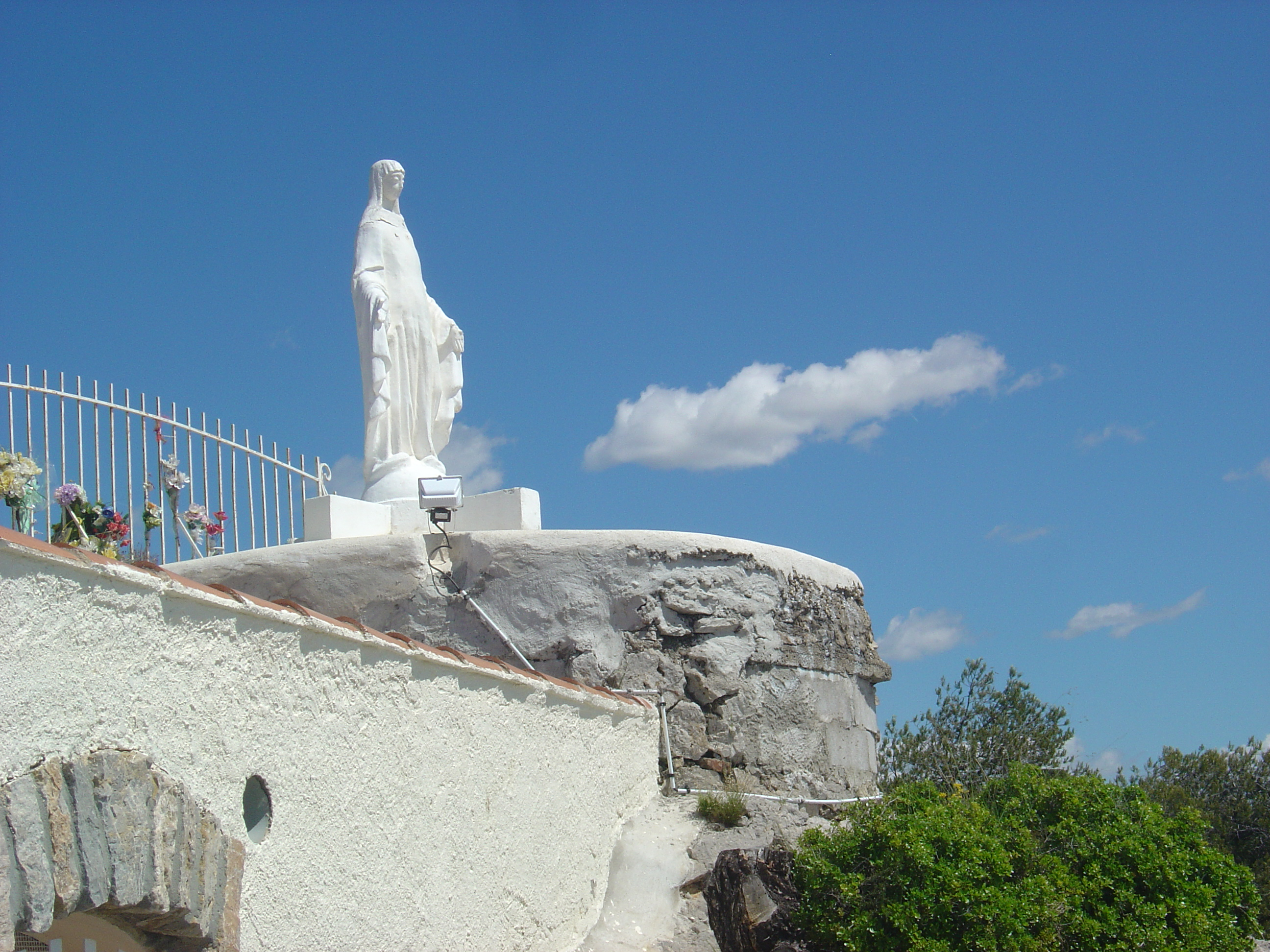
Statue de la Vierge: Notre Dame du Cap Falcon.